# 冨手麻妙
冨手 麻妙（とみて あみ、1994年〈平成6年〉3月17日 - ）は、日本の女優、タレント。神奈川県出身で芸能事務所エイジアプロモーションに所属する。かつてAKB48研究生（8期生）としてAKSに所属した。

## 略歴
2009年に「オーディションAKB48・第8期研究生オーディション」で合格し、研究生として活動したが同年に卒業する。表現者としての厳しさを知り、自分の将来について真剣に考え直して「女優」として生きることを決心する。2010年から芸能事務所のレジェンド・タレント・エージェンシーに所属する。
2011年7月に日刊スポーツ新聞後援の第1回フォトジェニックコンテスト2011で準グランプリに選出される。2012年2月にミスFLASH2011コンテストでファイナリスト10人に選出される。2012年8月に「汐留グラビア甲子園2012」で準グランプリに選出される。
『自殺サークル』を観て園子温監督を知り、2014年にトークショーから出待ちして親交を得る。『新宿スワン』で園子温監督作品に初出演して園組の一員として認められ、以後「園子温監督作品で主演をやる！」ことを目標として『みんな!エスパーだよ!』『リアル鬼ごっこ』『Love Of Love』に出演する。主役として初めてヘアヌードを披露した『アンチポルノ』は2017年1月に公開され、同作の属する日活ロマンポルノシリーズはヘア解禁以前から28年ぶりの再開となり、ロマンポルノ作品史上初で唯一のヘアヌード作品である。
2017年6月に配信を開始したAmazonプライムオリジナルドラマ『東京ヴァンパイアホテル』で、ヴァンパイアに覚醒するマナミ役を演ずるために長髪を丸刈して坊主頭にした。
2018年から芸能事務所のTanpopo合同会社に所属する。
2019年にNETFLIXオリジナルドラマ『全裸監督』でオーディションを経て山本奈緒子役を演ずる。

## 人物
- 趣味は映画鑑賞、漫画、神社めぐりで酒を好む。
- 特技は人狼ゲーム、イラスト。
- 好きな女優はブリジッド・バルドー、スカーレット・ヨハンソン。
- 丸尾末広、古屋兎丸、トレヴァー・ブラウンのファン。

## AKB48在籍時の参加楽曲
劇場公演ユニット曲
研究生「アイドルの夜明け」公演
- 片思いの対角線
- 天国野郎（バックダンサー）

チームB 4th Stage「アイドルの夜明け」公演
- 片思いの対角線（仁藤萌乃のユニットアンダー）

## 作品

### 映像作品
- まみょんの16歳〜ちょっぴりドジな天使の降臨〜（2010年10月29日、GARO IMPACT） - EAN 4560296271400。
- CRAZY FOR YOU/TEENな君に夢中! 永遠に〜crazyforyou（2011年5月22日、BlueCorner） - EAN 4560118866876。
- 恋愛日和〜あみ ニブンノイチ〜（2011年9月6日、メディアブランド） - EAN 4547770010830。
- CRAZY FOR YOU〜やっぱり君に夢中（2011年12月18日、BlueCorner） - EAN 4580349972023。
- EPK 冨手麻妙 女優編（2012年4月35日、OCTET RECORDS） - EAN 4582293170791。
- そばにいて…（2013年1月25日、グラッソ） - EAN 4580262389465。
- ピュア・スマイル（2013年6月21日、竹書房） - EAN 4985914415361。
- 初恋以上（2013年11月22日、イーネットフロンティア） - EAN 4571369482036。
- My Girl〜20歳の果実〜（2014年3月17日、レジェンドピクチャーズ） - EAN 4536944801794。
- VR”DEAD"THEATER／天国処理工場（2016年10月17日）

## 出演

### 映画
- アリスインプロジェクト 僕が修学旅行に行けなかった理由（2013年7月6日、監督：草野翔吾）
- ハダカの美奈子（2013年11月9日、監督：森岡利行） - キララ（次女） 役
- ライヴ（2014年5月10日、監督：井口昇） - 伊藤 役
- ラブストーリーズ〜逢いびき〜（2014年6月21日、監督：塙幸成） - 滝本香 役
- 閲覧禁止6（2014年、監督：躰中洋蔵）
- 後ろ向きの青（2014年10月、第4回知多半島映画祭準グランプリ受賞、監督：神村友征） - 主演
- 新宿スワン（2015年5月30日、監督：園子温） - 香織役
- リアル鬼ごっこ（2015年7月11日、監督：園子温） - シュール 役[6]
- 闇金ドッグス（2015年8月1日、監督：土屋哲彦） - ヒロイン・姫野えりな 役[7]
- みんな!エスパーだよ!（2015年9月4日、監督：園子温） - 神谷秋子 役
- Love Of Love（2015年@USA、監督：園子温） - 香川みお 役
- 人狼ゲーム クレイジーフォックス（2015年12月5日、監督：綾部真弥） - 橘有希 役[8]
- 女子高（2016年4月9日、監督：山本浩貴） - 矢沢亜希 役
- 闇金ドッグス3（2016年5月21日、監督：土屋哲彦） - 姫野えりな 役
- 女ヒエラルキー 底辺少女（2016年5月28日、監督：森岡利行） - 赤松ゆきこ 役[9]
- 何者（2016年10月15日、監督：三浦大輔） - ユリナ 役
- アンチポルノ（2017年1月28日、監督：園子温） - 主演・京子 役[10]
- ダブルミンツ（2017年6月3日、監督：内田英治） - 麻美 役
- 身体を売ったらサヨウナラ（2017年7月1日、監督：内田英治） - ユカ 役
- 獣道（2017年7月15日、監督：内田英治） - マナミ 役
- 蠱毒 ミートボールマシン（2017年8月19日、監督：西村喜廣） - ボロボロの女 役[11]
- 口裂け女 VS カシマさん２（2018年2月22日、監督：沖田光） - 主演・羽住優里香 役
- 娼年（2018年4月6日、監督：三浦大輔) - 咲良 役[12]
- クソ野郎と美しき世界 EPISODE.01「ピアニストを撃つな!」（2018年4月6日、監督：園子温） - マコ 役
- 高崎グラフィティ。（2018年8月18日、監督：川島直人） - 内田香澄 役
- スマホ拾っただけなのに（2019年、ゆうばり国際ファンタスティック映画祭、監督：中元雄） - 主演・ユウカ 役[13][14]
- トラウマ・ゲーム 恐怖体験アトラクション（2019年1月11日、監督：アンソニー・ディブラシ） - 取材クルーのインタビュアー 役[15]
- 松永天馬殺人事件（2019年8月17日、監督：松永天馬） - 探偵・冨手麻妙 役[16]
- どうしようもない僕のちっぽけな世界は、（2019年、第32回東京国際映画祭 スプラッシュ部門ノミネート作品、監督：倉本朋幸） - あい 役
- 嘘八百 京町ロワイヤル（2020年1月31日、監督：武正晴） - マリ 役
- 転がるビー玉（2020年2月7日、監督：宇賀那健一） - 沙矢 役[17]
- 喜劇 愛妻物語（2020年、監督：足立紳） - 酔いつぶれた女性 役
- ホテルローヤル（2020年11月13日、監督：武正晴） - 美幸 役
- 水上のフライト（2020年11月13日、監督：兼重淳） - 朝比奈麗香 役
- アンダードッグ（2020年11月27日、監督：武正晴） - 山崎愛 役[18]
- 夜へ…（2021年公開予定、監督：中田圭）
- サイレント・トーキョー（2020年12月4日、監督：波多野貴文）
- 生きててごめんなさい（2023年2月3日、監督：山口健人） - 修一の同僚 役[19]
- きみとまた（2023年8月18日、監督：葉名恒星） - 森ひかる 役[20]
- 愛の茶番（2024年12月7日、監督：江本純子） - アキ 役[21]
- 49日の真実（2025年7月18日、監督：中前勇児） - 川相優子 役[22][23][24]
- 台風なんだって、明日（2026年公開予定、監督：入江祐斗） - 撫川葉月 役[25]

### テレビ番組
- スカパー!371chエンタ!371 新・美少女図鑑 #85（2010年10月）
- つんつべ♂（2013年 - 2018年、TOKYO MX）
- 痛快TV スカッとジャパン／リキッとジャパン（2016年9月10日、フジテレビ）
- オモテガール裏ガールドラマ風コント出演（2021年4月14日、TBS）

### テレビドラマ
- 非公認戦隊アキバレンジャー 第7痛（2013年5月17日、BS朝日・TOKYO MX） - 天使の女の子 役
- 大河ドラマ（NHK）
  - 「八重の桜」（2013年9月） - 女学生 役
  - 「花燃ゆ」8回 - 10回（2015年3月） - 遊女 役
- 連続テレビ小説「花子とアン」（2014年3月31日 - 、NHK） - 竹沢昌代 役
- 警視庁捜査一課9係 2時間スペシャル（2014年10月5日、テレビ朝日） - 樫村百合香 役
- ドラマスペシャル「遺留捜査」（2015年5月17日、テレビ朝日） - ヲタク少女 役
- 警視庁捜査一課9係 season10 第5話（2015年5月27日、テレビ朝日） - 田畑クルミ 役
- サスペンス特別企画「仮釈放の条件 出口の裁判官 岬真斗香」（2016年3月13日、テレビ東京） - 豪畑百合 役
- 闇金ウシジマくん Season 3 第1話（2016年7月、MBS・TBS） - 歌純 役
- 土曜ワイド劇場「法医学教室の事件ファイル42」（2016年9月10日、テレビ朝日） - 矢部比呂美 役
- プリンセスメゾン（2016年10月25日 - 12月13日、NHK BSプレミアム） - 中みずえ 役
- アイドル×戦士ミラクルちゅーんず! 第5話（2017年4月30日、テレビ東京） - 野々原美咲 役
- GIVER 復讐の贈与者 第4話（2018年8月3日、テレビ東京） - 美咲 役
- 神ノ牙-JINGA- EPISODE 6（2018年11月15日、TOKYO MX・BS11 / 11月18日 、ファミリー劇場） - アケミ 役
- さすらい温泉♨遠藤憲一 第12話（2019年4月4日、テレビ東京） - 湯けむり美女 役
- パレートの誤算 〜ケースワーカー殺人事件（2020年3月7日 - 4月4日、WOWOW） - 西田美央 役
- 逃げるは恥だが役に立つ ガンバレ人類! 新春スペシャル!!（2021年1月2日、TBS） - 田中さん 役
- レッドアイズ 監視捜査班 第4話（2021年2月13日、日本テレビ） - 高松優希 役
- 文豪少年! 第4話「罪と罰の散歩者」（2021年4月11日、WOWOW） - ソーニャ 役
- シェフは名探偵　第1話（2021年5月31日、テレビ東京） - 桶谷百合子 役
- 今どきの若いモンは（2022年4月9日 - 5月28日、WOWOW） - 麦田ひとみ 役
- 受付のジョー（2022年4月26日〈25日深夜〉- 6月28日、日本テレビ） - 林姫乃 役[26]
- 特捜9 Season5 第8話（2022年5月25日、テレビ朝日） - 迫水舞 役
- 連続ドラマW 鵜頭川村事件（2022年8月28日 - 、WOWOW）[27]
- 七人の秘書スペシャル（2022年10月2日、テレビ朝日） - 藍田紀佐子 役[28]
- クロサギ（2022年10月21日 - 12月23日、TBS） - 伊達はるか 役[29]
- ブラッシュアップライフ 第1話・第3話（2023年1月8日・22日、日本テレビ） - 生田美樹 役
- 罠の戦争 第7話・第8話（2023年2月27日・3月6日、フジテレビ） - 鯨谷美也 役[30]
- その結婚、正気ですか?（2023年8月7日 - 9月25日、TOKYO MX1） - 田中沙織 役[31]
- 紅さすライフ 第5話・第7話（2023年8月22日・9月5日、日本テレビ） - 佐藤三輪子 役[32][33]
- こういうのがいい（2023年10月30日 - 12月18日、朝日放送テレビ） - 江口徳子 役[34]
- セクシー田中さん 第8話（2023年12月10日、日本テレビ） - 滝口琴乃 役[35]
- 警視庁強行犯係 樋口顕 -炎上-（2024年4月1日、テレビ東京） ‐ 小沢芽衣 役
- どうか私より不幸でいて下さい（2024年7月10日 - 9月25日、日本テレビ） - 藤野沙良 役[36]
- 潜入兄妹 特殊詐欺特命捜査官（2024年10月26日 、日本テレビ） - 矢作まりな 役[37]
- オクトー 〜感情捜査官 心野朱梨〜 Season2 第8話（2024年11月22日、読売テレビ・日本テレビ系） - 溝口充希 役[38]
- 最高のオバハン中島ハルコ〜マダム・イン・ちょこっとだけバンコク〜 第5話（2025年2月1日、東海テレビ・フジテレビ） - 丹羽翠 役[39]
- 離婚弁護士 スパイダー Season2 〜偽りと裏切り編〜 第1話 - 第3話（2025年2月8日 - 22日、日本テレビ） - 川内由美 役[40]
- 復讐カレシ〜溺愛社長の顔にはウラがある〜（2025年2月28日 - 4月18日、MBS） - 真島佳苗 役[41]
- 旅人検視官 道場修作 第4弾（2025年3月22日、BS日テレ） - 若狭美月 / 鈴木万里香 役[42]
- 藤子・F・不二雄 SF短編ドラマ シーズン3「宇宙（そら）からのオトシダマ」（2025年3月26日、NHK BSプレミアム4K）[43]

### ネットドラマ
- 東京ヴァンパイアホテル（2017年6月16日配信、Amazon Prime Video） - 準主演・マナミ 役
- 全裸監督（2019年8月配信、Netflix） - 山本奈緒子 役[44]
- 湘南純愛組!（2020年2月配信、Amazon Prime Video）
- 全裸監督2（2021年6月24日 全話配信、Netflix） - 奈緒子 役
- ショート・プログラム「交差点前」（2022年3月1日配信、Amazon Prime Video）[45]
- イヤードラマ「1919救急センター」（2022年8月15日配信、全10話、NUMA） - 奥村 役[46]
- 王様戦隊キングオージャー ラクレス王の秘密（2023年4月23日 - 7月16日、全3話、YouTube） - べダリア 役

### ラジオ
- 高田純次・河合美智子の東京パラダイス（文化放送）
- 松下唯の発信しちゃお!!（2013年2月、レインボータウンFM）
- 高田文夫のラジオビバリー昼ズ(2021年6月30日、ニッポン放送）

### 舞台
- 2011リーディングシアターvol.1 1st（2011年1月15日・16日、シアターKASSAI）
- レジェンドアクターズスタジオ『LOVE FAIRY』（2011年4月、シアターグリーン） - 主演
- アリスインプロジェクト「ももいろナースステーション[47]」（2011年5月24日 - 29日、シアターKASSAI） - 主演・桃井はるか 役
- 劇団ジャイアント・キリング「もんぞもんぞ」（2011年9月7日 - 12日、下北沢GEKI地下リバティ）
- NPOハロハロプロダクツ「ゴミスイッチ！わたしと世界をつないだ1つのバッグの物語」（2011年12月17日、ザ・キッチンNAKANO）
- 女神座ATHENA『ぱじゃまdeおじゃま?〜香州女子寮物語〜』（2012年4月、高田馬場ラビネスト） - 主演
- A☆ct Stage Vol.2『桃太郎外伝〜黄金の夜明け〜』（2012年10月、築地本願寺ブディストホール）
- ゴブレイプロジェクト『舞台版 まいっちんぐマチコ先生』（2013年2月、シアターKASSAI） - 成城ヒロミ 役
- 徳島ミュージカル劇団ピーターパン「おばあちゃんの阿波踊り」（2013年3月26日、高円寺・座）
- STRAYDOG「母の桜が散った夜」（2013年4月3日 - 7日、新宿・SPACE107）
- 〜西原理恵子演劇祭2013!!〜“STRAYDOG”Produce公演
  - ぼくんち（2013年7月20日・21日、HEP HALL / 7月23日 - 28日、SPACE107 / 7月31日 - 8月4日、シアターグリーン BIG TREE THEATER）
  - 女の子ものがたり（2013年7月23日 - 28日、SPACE107 / 7月31日 - 8月4日、シアターグリーン BIG TREE THEATER）[48]
- STRAYDOG「問題のない私たち」（2013年8月21日 - 25日、中野・テアトルBONBON） - 主演・笹岡澪 役
- W.FOXX Produce「鬼切姫 〜第二章 来るべき日〜」（2013年11月13日 - 17日、SHIBUYA伝承ホール）
- 全労済ホール／スペース・ゼロ 提携公演　Reading Live Theater『こゝろ』（2013年12月22日・23日、スペース・ゼロ）[49]
- IZAM Produceベニバラ兎団「VAMPIST／グリーンフェスタ演劇祭作品」（2014年1月16日 - 19日、池袋・シアターグリーン BIG TREE THEATER）
- STRAYDOG Produce「ゴジラ」（2014年7月1日 - 6日、シアターモリエール） - 主演・やよい 役
- 劇団たいしゅう小説家「湯もみガールズ」（2014年11月5日 - 9日、シアター風姿花伝） - 主演
- STRAYDOG「純平、考え直せ」（2014年11月28日 - 30日、紀伊国屋ホール） - カナ 役
- 財団、江本純子「ぼくと回転するおんなたち」（2018年5月23日 - 27日、ギャラリー・ルデコ）
- オーストラ・マコンドー「some day」（2019年9月20日 - 29日、すみだパークスタジオ倉）
- 江本純子の行動作品「渇望」（2019年2月10日 - 18日、北千住 BUoY）

## 書籍

### 写真集
- 裸身_初号（2016年12月19日、玄光社、撮影：沢渡朔）ISBN 978-4768308103
- 別冊月刊 冨手麻妙（2019年8月30日、小学館、撮影：野村恵子）ISBN 978-4096823118